# Erigone wiltoni
Erigone wiltoni är en spindelart som beskrevs av George Hazelwood Locket 1973. Erigone wiltoni ingår i släktet Erigone och familjen täckvävarspindlar. Inga underarter finns listade i Catalogue of Life.